# Estación General Manuel J. Campos
General Manuel J. Campos es una estación de ferrocarril ubicada en la localidad de General Manuel Campos, departamento Guatraché, Provincia de La Pampa, Argentina.

## Servicios
Pertenece al Ferrocarril Domingo Faustino Sarmiento en su ramal entre Darregueira y Alpachiri.
No presta servicios de pasajeros desde 1978, ni de cargas; sin embargo, sus vías están concesionadas a la empresa FerroExpreso Pampeano.